# Royal Mail

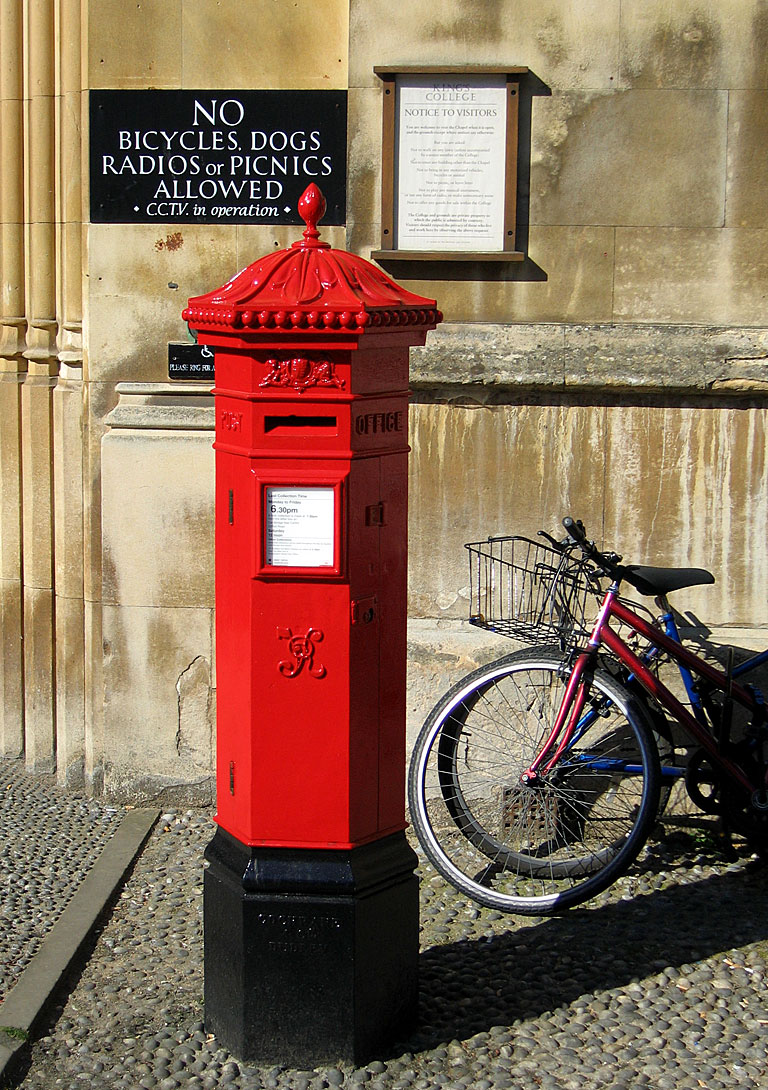
Skrzynka pocztowa z okresu panowania królowej Wiktorii

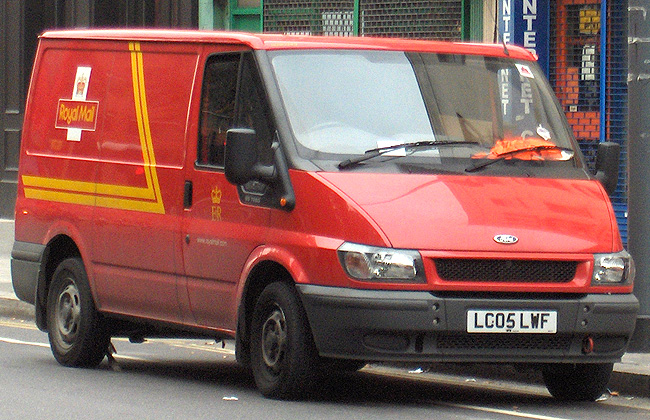
Ford Transit w barwach Royal Mail

Royal Mail Group Limited – brytyjskie przedsiębiorstwo świadczące usługi pocztowe krajowe i zagraniczne pod markami Royal Mail (przesyłanie i doręczanie listów oraz paczek) oraz Parcelforce Worldwide (przesyłanie i doręczanie paczek ekspresowych). Przedsiębiorstwo należy do spółki publicznej International Distributions Services. Dawniej był to państwowy operator pocztowy, do 2006 roku posiadający monopol na doręczanie listów. W latach 2013–2015 przeprowadzono jego prywatyzację. W marcu 2023 roku przedsiębiorstwo zatrudniało 124 545 osób, co czyni je jednym z największych pracodawców w kraju.

## Historia
Henryk VIII był pierwszym władcą angielskim, który wpadł na pomysł utworzenia w 1516 roku stale funkcjonującego systemu pocztowego, tj. utrzymywanej za królewskie pieniądze sieci stacji pocztowych tworzonych we wszystkich większych miastach na terenie całego królestwa (wysp) dysponujących wypoczętymi, gotowymi do zmiany końmi za pomocą których jego kurierzy mogliby dostarczać w jak najszybszym czasie pocztę królewską (tj. pisemne rozporządzenia) do najbardziej odległych zakątków kraju. Do nadzoru nad sprawnym funkcjonowaniem poczty, ustanowił urząd mistrza pocztowego. Za panowania króla Karola I, w roku 1635, system ten stał się usługą publiczną, dostępną dla poddanych JKM. Początkowo opłatę za usługę ponosił odbiorca przesyłki. W 1660 powstała oficjalnie agenda rządowa pod nazwą General Post Office (Generalny Urząd Pocztowy). Istniała ona aż do 1969, zaś stojący na jej czele polityk – nazywany poczmistrzem generalnym – wchodził zawsze w skład gabinetu. Prawdziwe upowszechnienie poczty nastąpiło jednak dopiero w roku 1840 wraz z wprowadzeniem pierwszego na świecie znaczka pocztowego (Penny Black), co obniżyło koszty dostarczania przesyłek. W marcu 2001 roku poczta została przekształcona w państwową spółkę, która zmieniła nazwę na Consignia. Zmiana nazwy była motywowana rozwojem firmy, wyjściem poza tradycyjne usługi pocztowe i jednocześnie chęcią zastrzeżenia nazwy jako międzynarodowy znak towarowy. Nowa nazwa spotkała się jednak z krytyką, negatywnym odbiorem opinii publicznej, a nawet bojkotem pocztowych związków zawodowych. W efekcie już w maju 2002 r. spółka powróciła do swojej historycznej nazwy Royal Mail (chociaż znacznie wcześniej określenie „Royal Mail” było używane jako marka usług pocztowych).
W 2006 roku przestał obowiązywać państwowy monopol na dostarczanie listów przez Royal Mail. W 2012 roku z grupy Royal Mail wydzielona została spółka Post Office Ltd, zarządzająca placówkami pocztowymi; tym samym działalność grupy skupiła się na przewozach i doręczaniu przesyłek. Rok później rozpoczęto proces prywatyzacji Royal Mail – akcje spółki zostały wprowadzona na giełdę; rząd zachował 30% udziałów, które sprzedane zostały w kolejnych dwóch latach. 
W 2024 roku ofertę kupna grupy International Distributions Services, a wraz z nią poczty Royal Mail, wysunął czeski miliarder Daniel Křetínský. Oferta w wysokości 3,57 mld funtów została zaakceptowana przez akcjonariuszy w maju tego roku. Finalizacja transakcji uzależniona jest od akceptacji przez rząd brytyjski – decyzja w tej sprawie spodziewana jest przed końcem października 2024 roku (stan na sierpień).

### Kalendarium
- 1516 – Henryk VIII ustanawia urząd Mistrza Pocztowego (następnie Poczmistrza Generalnego), na którego powołuje Briana Tuke'a.
- 1635 – Karol I zezwala aby z poczty królewskiej korzystali zwykli poddani, uruchamiając tym samym system poczty publicznej.
- 1645 – Oliver Cromwell wprowadza monopol państwowy na usługi pocztowe na terenie Anglii
- 1657 – zostają wprowadzone stałe opłaty za usługi pocztowe
- 1660 – Karol II ustanawia Generalny Urząd Pocztowy
- 1661 – po raz pierwszy użyto datownika – pieczęci z datą – odbijanej na liście
- 1784 – pomiędzy Londynem i Bristolem zaczyna kursować pierwszy dyliżans pocztowy
- 1793 – na ulicach brytyjskich miast pojawiają się pierwsi listonosze w mundurach
- 1830 – pierwszy pociąg pocztowy uruchomiony na linii Liverpool-Manchester
- 1837 – Rowland Hill prezentuje swój wynalazek pierwszy samoprzylepny znaczek pocztowy
- 1838 – wprowadzono system przesyłania pieniędzy za pośrednictwem poczty
- 1840 – ukazał się pierwszy, samoprzylepny, ogólnokrajowy znaczek pocztowy (Penny Black)
- 1852 – w Jersey pojawiła się pierwsza skrzynka pocztowa
- 1853 – na terenie całej Wielkiej Brytanii wprowadzony zostaje system skrzynek na listy
- 1870 – wprowadzono usługę telegrafu
- 1881 – wprowadzono usługę przesyłania pieniędzy
- 1883 – wprowadzono usługę przesyłania paczek
- 1912 – wprowadzono usługę telefoniczną
- 1974 – wprowadzono system kodów pocztowych, obowiązujący do dzisiaj
- 1977 – zlikwidowano usługę telegramu
- 1981 – dział telekomunikacyjny odłącza się od usług pocztowych tworząc British Telcom (BT)
- 1986 – rozpad Royal Mail na trzy niezależne spółki, zajmujące się dostawą paczek, listów i obsługą urzędów pocztowych (Post Office)
- 2004 – pocztę zaczęto dostarczać tylko raz dziennie
- 2006 – na podstawie przepisów unijnych Royal Mail traci monopol na świadczenie usług pocztowych na terenie Wielkiej Brytanii
- 2006 – wprowadzenie opłat za usługi pocztowe przez internet

## Infrastruktura

### Skrzynki
Brytyjska poczta słynie ze swoich czerwonych skrzynek pocztowych w kształcie kolumn, dziś już będących symbolami brytyjskiej kultury masowej. Ich charakterystyczną cechą jest umieszczenie na każdej z nich łacińskich inicjałów monarchy panującego w chwili instalacji danej skrzynki (w przypadku Elżbiety II jest to „EIIR”). Stanęły na ulicach miast Wielkiej Brytanii w 1853 roku za sprawą pisarza Anthony’ego Trollope’a. W tym czasie był on zatrudniony w "Royal Mail" jako ekspert, a skrzynki na listy wypatrzył we Francji i Belgii podczas jednej ze swoich podróży.

### Transport
Najpowszechniej używanym przez Royal Mail środkiem transportu są samochody, chociaż w przeszłości Królewska Poczta korzystała z pociągów, samolotów i okrętów. Obiektem głośnego „napadu stulecia” w roku 1963 w wyniku którego zarabowano 2,6 miliona funtów był właśnie pociąg „Royal Mail”. W latach 1927–2003 poczta eksploatowała specjalną podziemną kolejkę, istniejącą w Londynie niezależne od metra i służącą przekazywaniu przesyłek między stołecznymi sortowniami. Od czasu jej zamknięcia poczta korzysta z zewnętrznych przewoźników kolejowych.
W brytyjskim rejestrze statków morskich istnieje specjalna kategoria statków pocztowych, oznaczanych literami RMS (Royal Mail Ship, Królewski Statek Pocztowy). Słynny „Titanic” był parowcem Królewskiej Poczty (RMS), na jego pokładzie znajdował się urząd pocztowy i sortownia. Wśród osób, które zginęły w katastrofie, było pięciu pracowników poczty. Obecnie nie ma już statków przeznaczonych wyłącznie do przewozu poczty, natomiast z oznaczenia RMS korzysta kilka jednostek pasażerskich, przewożących pocztę niejako dodatkowo. Najbardziej znany z nich to liniowiec RMS Queen Mary 2.
Głównym partnerem Royal Mail w zakresie transportu powietrznego są British Airways. Symbolem tej współpracy jest umieszczenie niewielkiego emblematu poczty w okolicach włazu luku bagażowego każdego samolotu tych linii. Poczta jest także właścicielem jednego samolotu Boeing 737, którego obsługę zapewniają Titan Airways. 6 czerwca 1934 roku zdecydowano się wypróbować nową metodę dostarczania poczty – podczas eksperymentalnego lotu w Sussex Downs w powietrze wystrzelono rakietę z 1000 listów na pokładzie.

### Kody pocztowe
Kody pocztowe w Wielkiej Brytanii składają się zwykle z 5–7 znaków, przy czym stosuje się zarówno litery, jak i cyfry. Pierwszy 1-2 znaki to litera (lub litery) oznaczające obszar pocztowy (obecnie Wielka Brytania wraz ze swoimi terytoriami zależnymi dzieli się na 124 takie obszary). Obszary biorą zwykle nazwy od swoich największych miast, zaś przypisane im litery pochodzą najczęściej od nazwy tego miasta (np. L – Liverpool, CF – Cardiff). Kolejny 1-2 znaki to cyfry oznaczające tzw. dystrykt pocztowy (często jest to np. jedna dzielnica lub niewielkie miasteczko). Potem następuje znak przerwy (spacja), a później cyfra wskazująca na tzw. sektor pocztowy. Ostatnie dwa znaki to litery oznaczające tzw. jednostkę pocztową. Jednostka może liczyć maksymalnie 100 adresów, chociaż w praktyce średnio liczy ok. 15, a w przypadku dużych nieruchomości (np. dużych zakładów przemysłowych) zdarzają jednostki liczące tylko jeden adres.